# Boston (Australia)
Boston  è una città dell'Australia Meridionale, sita nel sud della penisola di Eyre.
L'insediamento consiste in una fascia costiera che si affaccia sul golfo di Spencer immediatamente a nord di Port Lincoln dalla quale dista poco meno di 7 km, attraversata dalla Lincoln Highway (dove si trova la Boston House, edificio ascritto al South Australian Heritage Register, e di un entroterra rurale formato da dolci colline: la maggior parte della popolazione si concentra appunto sulla costa, mentre l'interno rimane in massima parte costituito da coltivazioni di grano e canola, con qualche vigneto qua e là.
Il nome (tributo all'omonima cittadina nel Lincolnshire, contea della quale era originario Matthew Flinders che per primo esplorò l'area) e i confini della località, sebbene tradizionalmente utilizzati da tempo, vennero formalizzati nell'ottobre del 2003: il 15 ottobre 2009 Boston perse alcune aree periferiche a nord (che in parte sono state aggregate a North Shields e in parte sono andate a costituire la neonata comunità di Tiatukia), al contempo acquisendo terreno ad ovest ai danni dell'adiacente Hawson, andandosi così ad estendere nell'entroterra grossomodo fino allo specchio d'acqua dolce noto come Little Swamp ("palude piccola") dove sorge il campo da golf (il quale pur chiamandosi "Port Lincoln Golf Course" si trova appunto in territorio di Boston).
A dispetto del nome non fanno parte di Boston né la prospiciente Boston Island (che pertiene al territorio del Parco Nazionale Lincoln) né Point Boston sito leggermente più a nord (costituente una località a sé stante).